# 橙香鼠尾草
橙香鼠尾草（学名：Salvia smithii）是唇形科鼠尾草属的植物，是中国的特有植物。分布于中国大陆的四川等地，生长于海拔2,600米至3,500米的地区，多生于山沟、路旁、山坡或河边，目前已由人工引种栽培。